# Moraxella
Genre
Moraxella, la Moraxelle, est un genre de coccobacilles à Gram négatif proches des Acinetobacter d’un point de vue morphologique. En effet, on parle pour ces deux bactéries de diplococcobacilles (groupés par deux).
Les espèces du genre Moraxella sont oxydase+ et possèdent une nitratase.
D’exigences culturales variables, certaines espèces sont sérophiles. Colonisant la flore normale du rhinopharynx et des voies aériennes supérieures, ces bactéries sont responsables d’infections opportunistes :
- surinfection de la sphère ORL (otites) ;
- infections oculaires (kératites, conjonctivites) ;
- infections et surinfections respiratoires.

## Description

### Aspects bactérioscopiques
- Diplococcobacilles Gram-négatifs, immobiles.
- Affinité variable au Gram entraînant une coloration panachée (car décoloration variable).
- Coloration hétérogène à la fuchsine (les Moraxelles possédant des vacuoles de réserves).

### Aspects culturaux
- Culture parfois difficile.
- Sérophilie fréquente.
- Isolement sur milieux supplémentés incubés sous 10 % de CO2 : gélose au sang, gélose chocolat, gélose au sang cuit, gélose chocolat polyvitaminée…

### Caractères identifiants
- Aérobie strict (VF+sérum)
- Glucose inerte
- NO3 réductase (+)
- Oxydase+ et catalase+
- Galerie API 20NE

### Principales espèces deMoraxellarecherchées en bactériologie médicale
- Moraxella lacunata ou bacille de Morax-Axenfeld qui est l'agent de la conjonctivite angulaire
- Moraxella bovis
- Moraxella non liquefaciens
- Moraxella atlantae
- Moraxella phenyl-pyruvica
- Moraxella osloensis
- Moraxella catarrhalis, anciennement appelée Branhamella catarrhalis et longtemps rapprochée des Neisseria, d'autres diplocoques Gram négatif[1] (mais contrairement à ces derniers, elle ne produit quasiment jamais de bactériémies ou de méningites).